# Anton Marklund
Pour les articles homonymes, voir Marklund.
Anton Marklund (né le 9 décembre 1992) est un pilote suédois. Il participe au Championnat d'Europe de Rallycross au sein de l'équipe Marklund Motorsport. Il est le champion d'Europe de rallycross 2017.

## Carrière
Marklund remporte en 2012 le championnat d'Europe de rallycross en catégorie Touringcar. Il accède l'année suivante à la catégorie Supercar dans l'équipe de son père, Marklund Motorsport, soutenue par Volkswagen Motorsport. En 2014, année de la création du Championnat du monde de rallycross FIA, il termine la saison à la quatrième place et réalise la meilleure performance de sa carrière au Canada sur le Circuit Trois-Rivières en prenant la deuxième place en finale.
En 2015, Marklund rejoint l'équipe de Mattias Ekström, EKS RX. Auteur d'une saison décevante, il termine le championnat à la douzième place. Il participe en parallèle à l'Audi Sport TT Cup, finissant seizième. 2016 marque le retour de Marklund dans l'équipe de son père, qui a fusionné avec la structure KMS pour former Volkswagen RX Sweden.
2017 marque le divorce de Volkswagen RX Sweden et du Marklund Motorsport. Marklund quitte le championnat du monde et retourne en championnat d'Europe. Il est sacré champion d'Europe lors de la dernière course en Lettonie.

## Résultats

### Championnat d'Europe de rallycross

#### Touringcar
| Année | Équipe              | Voiture     | 1     | 2     | 3     | 4      | 5       | 6      | 7     | 8     | 9     | 10      | ERX | Points |
| ----- | ------------------- | ----------- | ----- | ----- | ----- | ------ | ------- | ------ | ----- | ----- | ----- | ------- | --- | ------ |
| 2011  | Marklund Motorsport | Ford Fiesta | GBR   | POR   | FRA   | NOR 10 | SUE 3   | BEL 11 | NED 5 | AUT   | POL   | CZE 4   | 8th | 53     |
| 2012  | Marklund Motorsport | Ford Fiesta | GBR 1 | FRA 2 | AUT 2 | HON 2  | NOR (6) | SUE 2  | BEL 2 | NED 1 | FIN 2 | ALL (7) | 1st | 142    |

#### Supercar

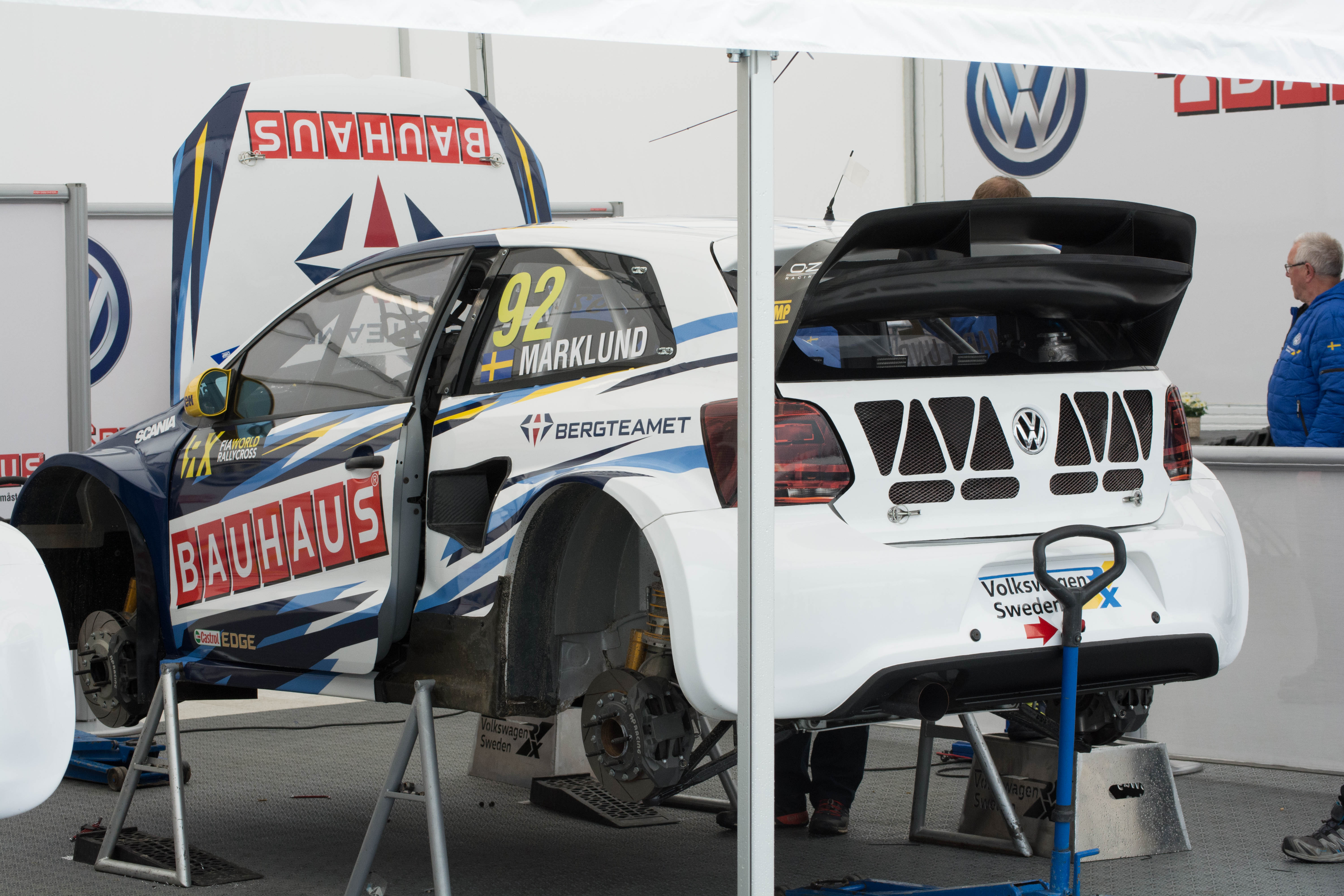
La Volkswagen Polo Supercar de l'équipe Volkswagen RX Sweden

| Année | Équipe              | Voiture         | 1     | 2     | 3     | 4     | 5     | 6      | 7      | 8     | 9     | ERX | Points |
| ----- | ------------------- | --------------- | ----- | ----- | ----- | ----- | ----- | ------ | ------ | ----- | ----- | --- | ------ |
| 2013  | Marklund Motorsport | Volkswagen Polo | GBR 7 | POR 9 | HON 8 | FIN 9 | NOR 7 | SUE 21 | FRA 13 | AUT 7 | ALL 9 | 7th | 102    |

### Championnat du monde de rallycross

#### Supercar
| Année | Équipe               | Voiture         | 1      | 2      | 3     | 4      | 5      | 6      | 7      | 8     | 9      | 10     | 11    | 12    | 13     | WRX   | Points |
| ----- | -------------------- | --------------- | ------ | ------ | ----- | ------ | ------ | ------ | ------ | ----- | ------ | ------ | ----- | ----- | ------ | ----- | ------ |
| 2014  | Marklund Motorsport  | Volkswagen Polo | POR 5  | GBR 12 | NOR 9 | FIN 5  | SUE 14 | BEL 5  | CAN 2  | FRA 8 | ALL 17 | ITA 6  | TUR 4 | ARG 7 |        | 6th   | 173    |
| 2015  | EKS RX               | Audi S1 EKS     | POR 17 | HOC 20 | BEL 7 | GBR 14 | ALL 11 | SUE 25 |        | NOR 8 | FRA 9  | BAR 15 | TUR 6 | ITA 4 | ARG 11 | 12th  | 78     |
| 2015  | EKS RX               | Volkswagen Polo |        |        |       |        |        |        | CAN 14 |       |        |        |       |       |        | 12th  | 78     |
| 2016  | Volkswagen RX Sweden | Volkswagen Polo | POR 12 | HOC 15 | BEL 4 | GBR 9  | NOR 15 | SUE 4  | CAN 6  | FRA   | BAR    | LET    | ALL   | ARG   |        | 10th* | 59*    |

* Saison en cours.